# Can Yaman
Can Yaman (ur. 8 listopada 1989 w Stambule) – turecki aktor telewizyjny.

## Życiorys
Urodził się w Stambule jako syn Güldem Yaman i Güvena Yamana. Jego dziadek ze strony ojca był albańskim imigrantem z Kosowa. Jego babka ze strony ojca była imigrantką z Macedonii Północnej. Jego dziadek ze strony matki był obywatelem Szwajcarii, który mówi sześcioma językami. Jest bratankiem trenera piłkarskiego, Fuata Yamana. Uczył się w Bilfen Kolej. Ukończył włoskie liceum jako jeden z najlepszych uczniów. Następnie wyjechał do Stanów Zjednoczonych w ramach programu wymiany studentów i w 2012 ukończył studia na Wydziale Prawa Uniwersytetu Yeditepe. Wkrótce założył własną firmę prawniczą. 
Debiutował w telewizji w drugoplanowej roli w serialu Gönül İşleri (2014). Potem dostawał propozycje ról pierwszoplanowych. Grał rolę Ferita w serialu Księżyc w pełni (Dolunay, 2017). W serialu Wymarzona miłość (Ranny ptaszek, Erkenci Kuş, 2018–2019) wystąpił jako Can „Cana” Divit, światowej sławy fotoreporter, który zaczyna zarządzać agencją ojca i spotyka Sanem (Demet Özdemir). W 2019 został uznany „Wschodzącym aktorem roku” przez turecką edycję magazynu „GQ”. Był na okładkach magazynów takich jak „beMAN” (we wrześniu 2017), „Life” (w listopadzie 2017 i lipcu 2018), „All Men” (w grudniu 2017), „Men’s Health” (w sierpniu 2018), „Hello!” (w sierpniu 2018) i „GQ” (w styczniu 2019).

## Filmografia
| seriale TV | seriale TV                     | seriale TV      | seriale TV |
| Rok        | Tytuł                          | Rola            |            |
| ---------- | ------------------------------ | --------------- | ---------- |
| 2014–2015  | Gönül İşleri                   | Bedir           |            |
| 2015–2016  | İnadına Aşk                    | Yalın Aras      |            |
| 2016–2017  | Hangimiz Sevmedik              | Tarık Çam       |            |
| 2017       | Księżyc w pełni (Dolunay)      | Ferit Aslan     |            |
| 2018–2019  | Wymarzona miłość (Erkenci Kuş) | Can Divit       |            |
| 2020       | Bay Yanlış                     | Özgür Atasoy    |            |
| 2021       | Che Dio Ci Auiti               | Gino            |            |
| 2022-2024  | Viola come il mare             | Francesco Demir |            |
| 2024       | El Turco                       | Hasan Balaban   |            |